# NVIDIA PowerMizer
PowerMizer是由nVIDIA研發的智慧型電源管理技術，它能延長筆記型電腦電池的續航力，根據使用者的電腦負載動態調節處理器與顯示核心的頻率，即使處於插電的狀態下也可以降低消耗量。最早應用於nVIDIA的GeForce4 Go產品上。

## 外部連結
- NVIDIA PowerMizer 官方主頁（页面存档备份，存于）